# Lernahowit (Gegharkunik)
Lernahowit – wieś w Armenii, w prowincji Gegharkunik. W 2011 roku liczyła 323 mieszkańców.